# Nicolas Nabokov
Nicolas Nabokov (russisch Николай Дмитриевич Набоков / Nikolai Dmitrijewe
itsch Nabokow; * 4.jul. / 17. April 1903greg. in Lubtscha, Gouvernement Minsk, Russisches Kaiserreich; † 6. April 1978 in New York, Vereinigte Staaten) war ein US-amerikanischer Komponist russischer Herkunft.

## Leben
Der Cousin des Schriftstellers Vladimir Nabokov wuchs in Russland unter privilegierten Verhältnissen auf und hatte als Kind Unterricht bei Privatlehrern. Seine Familie floh mit ihm vor der Oktoberrevolution auf die Krim, wo er ersten Musikunterricht bei Wladimir Iwanowitsch Rebikow erhielt. 1919 verließ die Familie Russland und Nabokov setzte seine Ausbildung in Stuttgart und bei Ferruccio Busoni in Berlin fort.
Von 1923 bis 1926 studierte er in Paris an der Sorbonne. Hier entstanden seine ersten bedeutenden Kompositionen, das Ballett-Oratorium Ode für Sergei Djagilews Ballets Russes (1928) und seine erste Sinfonie (1931). 1933 kam er auf Einladung der Barnes Foundation in die USA. Hier war er von 1936 bis 1941 Leiter der Musikabteilung des Wells College in Aurora (NY), danach Musikdirektor am St. John's College in Maryland. 1939 wurde er US-amerikanischer Staatsbürger.
Von 1945 bis 1947 hielt er sich im Auftrag des American Military Government in Deutschland auf, danach unterrichtete er am Peabody Conservatory in Baltimore. Von 1950 bis 1951 war er Musikdirektor der American Academy in Rome. Zwischen 1951 und 1967 war er Generalsekretär des von der CIA finanzierten Congress for Cultural Freedom. Er organisierte in dieser Zeit zahlreiche internationale Konferenzen und Musikfestivals, darunter Masterpieces of the XXth Century (Paris, 1952), Music in our Time (Rom, 1954), Eastern and Western Musical Traditions (Venedig, 1956), East-West Music Encounter (Tokio, 1961) und European and Indian Music Traditions (Neu-Delhi, 1963). Zwischen 1964 und 1966 leitete er die Kunstfestivals in West-Berlin.
Nach 1967 unterrichtete er an der Princeton University, der City University of New York und der State University of New York. Von 1970 bis 1973 war er Composer in Residence am Aspen Institute for Humanistic Studies in Colorado.
Nicolas Nabokov hat aus drei Ehen drei Söhne. Mit seiner ersten Frau, der Russin Natalja Schachowskaja den Sohn Iwan; mit der zweiten, der Amerikanerin Constance Holladay den Sohn Peter und mit der dritten, der Franco-Amerikanerin Patricia Blake den Sohn Alexander.
Neben seinen Kompositionen verfasste Nabokov zahlreiche Artikel für Zeitschriften, ein Buch über Igor Strawinsky und zwei Bände Memoiren, ein dritter Band blieb unvollendet. Nabokov erhielt das  Große Verdienstkreuz des Verdienstordens der Bundesrepublik Deutschland und war Mitglied der West-Berliner Akademie der Künste und des französischen Komponistenverbandes. 1970 wurde er in die American Academy of Arts and Letters gewählt.

## Auszeichnung
- 1973: Ernst-Reuter-Plakette der Stadt Berlin

## Werke
- Ode, Ballett-Oratorium, 1928
- Lyrical Symphony, 1931
- Union Pacific, Ballett nach einem Thema von Archibald MacLeish, 1934
- The Last Flower, 1941
- Rasputin's End, Oper nach einem Libretto von Stephen Spender, 1958
- Don Quixote, Ballett, 1966
- Love’s Labour’s Lost, Oper nach einem Libretto von W. H. Auden und Chester Kallman, 1973

## Schriften
- Igor Stravinsky, 1964
- Old Friends and New Music, Memoiren, 1951
- Bagazh, Memoiren, 1975
- Zwei rechte Schuhe im Gepäck. Erinnerungen eines russischen Weltbürgers. Aus dem Englischen von Claus H. Henneberg und Hellmut Jaesrich. München / Zürich 1975. Taschenbuchausgabe: dtv, München 1979